# Geografia de Guinea Bissau

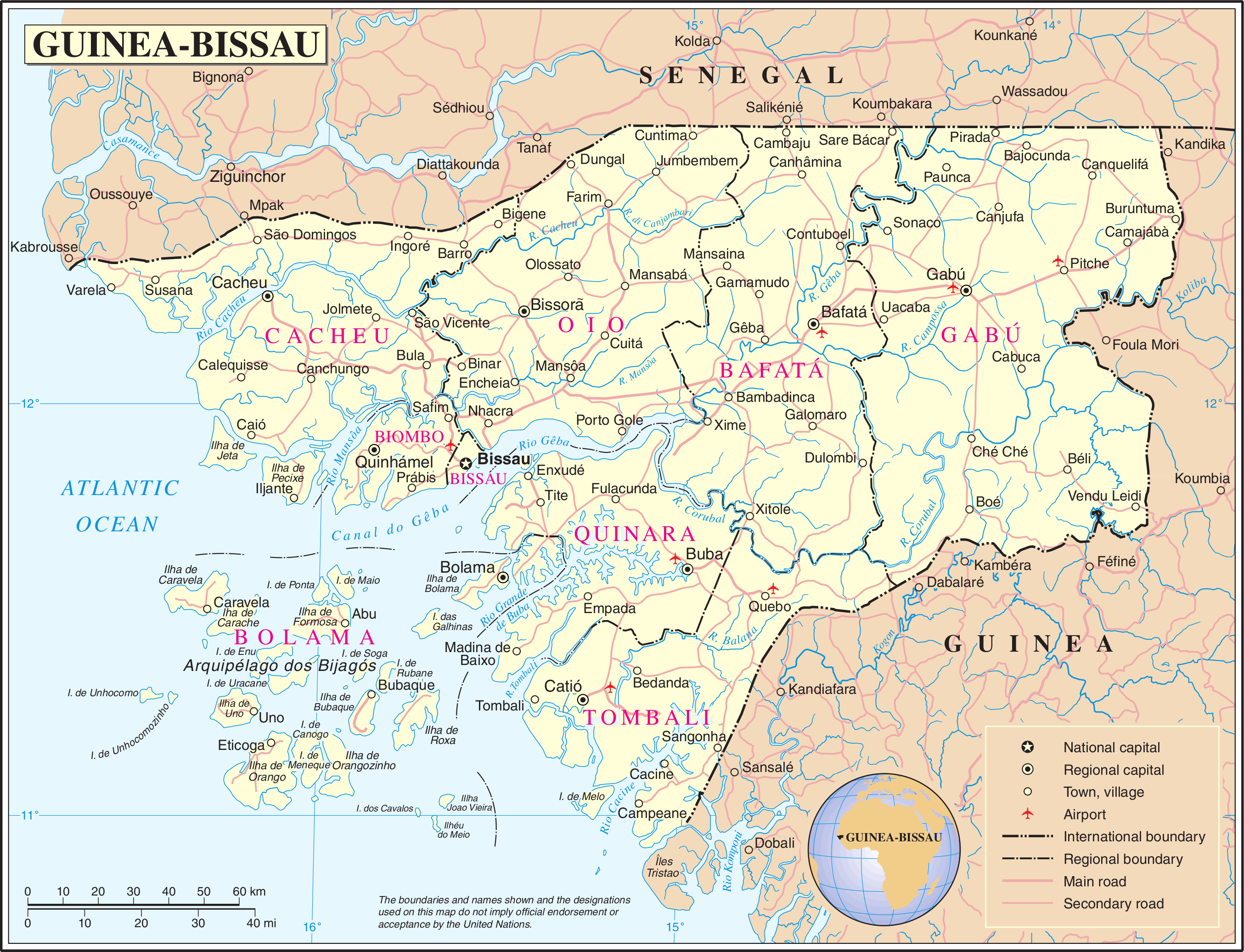
Mapa de Guinea Bissau

Localització de Guinea Bissau

Aquest article descriu la geografia de Guinea Bissau.

## Terreny i ecologia

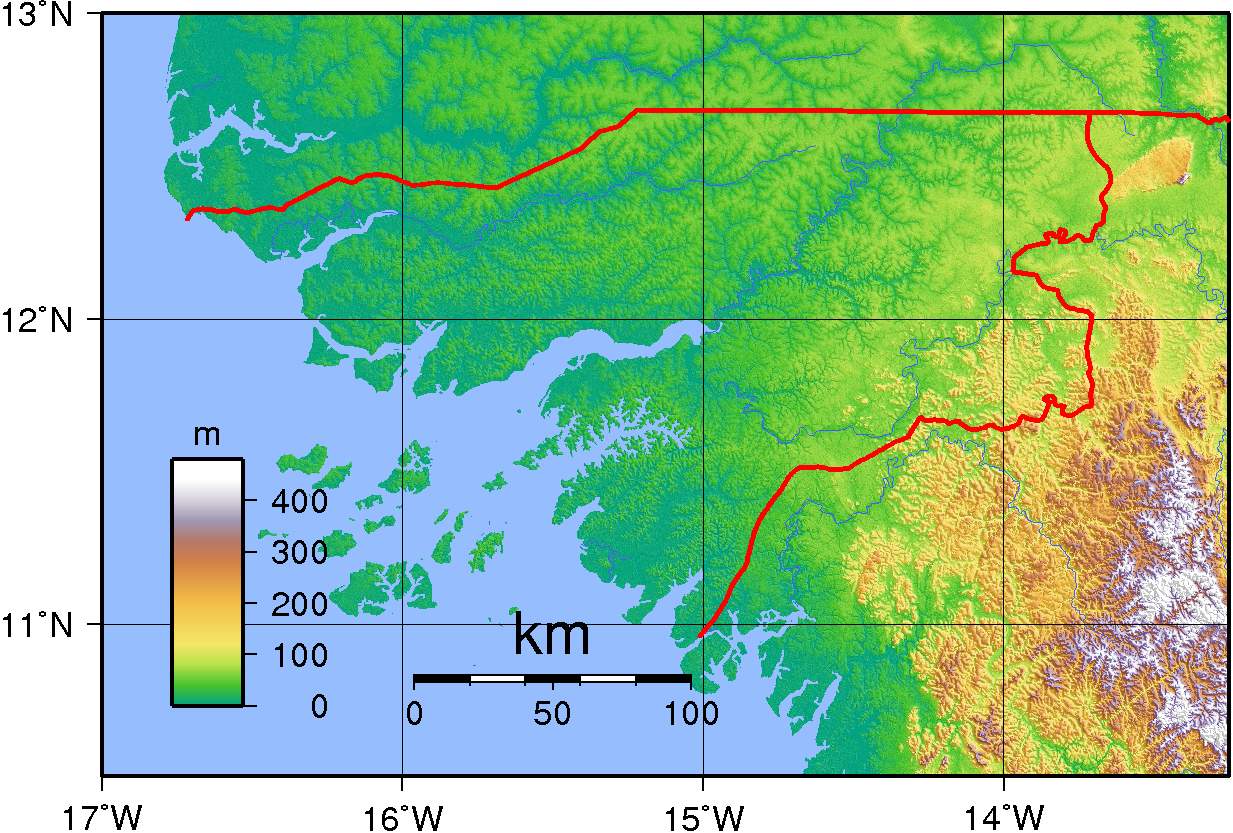
Topografia de Guinea-Bissau.

El terreny de Guinea Bissau és majorment una planura costanera baixa amb pantans de manglars de Guinea arribant al mosaic de selva i sabana de Guinea a l'est.
El punt més baix de Guinea Bissau és a nivell del mar a l'Oceà Atlàntic. El punt més alt de Guinea Bissau es troba a 300 metres sobre el nivell del mar en un lloc sense nom a la cantonada nord-est del país.
Els recursos naturals que s'exploten a Guinea Bissau són el peix, fusta, fosfats, bauxita, argila, granit, pedra calcària i dipòsits inexplotats de petroli. El 10,67% de la terra és cultivable i hi ha 235,6 quilòmetres quadrats de regadiu.
Els perills naturals són el harmattan, una boira polsegosa calenta i seca que pot reduir la visibilitat durant les estacions seques, i la crema de rostolls. Altres problemes ambientals greus són la desforestació, l'erosió del sòl, el pasturatge excessiu i la sobrepesca.
A prop de la frontera entre el Senegal hi ha hagut albiraments històrics del gos salvatge africà, Lycaon pictus, però aquest cànid en perill podria haver estat extingit localment.

## Clima
El clima de Guinea Bissau és tropical. Això significa que és generalment calent i humit. Compta amb una estació de pluges de tipus monsònic (juny a novembre) amb vents del sud-oest i una estació seca (desembre a maig) amb vents harmattan del nord-est.
Guinea Bissau és càlid tot l'any i hi ha poca fluctuació de temperatura; la mitjana és de 26.3 °C (79.3 °F). La precipitació mitjana per a la ciutat capital, Bissau és 2,024 mil·limetres (79.7 in) encara que això es produeix gairebé íntegrament durant l'estació plujosa, que cau entre juny i setembre/octubre. De desembre a abril, el país rep molt poca pluja.

## Informació del CIA World Factbook

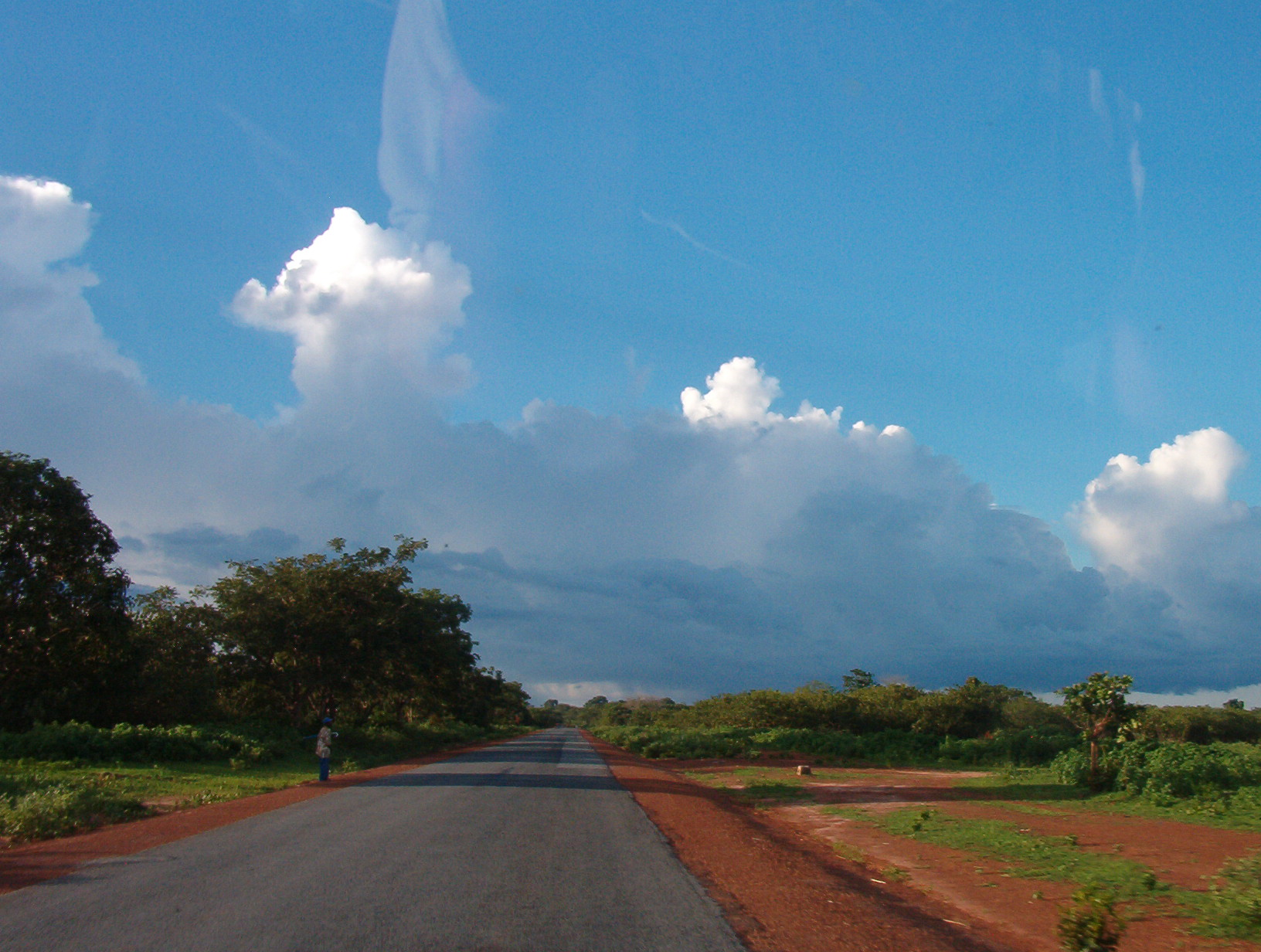
Escena típica a Guinea Bissau.

Localització
Àfrica Occidental, vorejant l'oceà Atlàntic Nord, entre Guinea i el Senegal
Coordenades geogràfiques
12° 00′ N, 15° 00′ O / 12.000°N,15.000°O
referències mapa
àrea
* Total: 36.125 km²
* Terreny: 28.120 km²
* Aigua: 8.005 km²
Àrea comparativa
Una mica menys de tres vegades la mida de Connecticut
Límits de terra
* Total: 762 km
* Fronteres: Guinea 421 km, Senegal 341 km
Costa
350 km
Reclamacions marítimes
* Mar territorial: 12 nmi (22.2 km; 13.8 mi)
* Zona Econòmica Exclusiva: 200 nmi (370.4 km; 230.2 mi)
Terreny
Majorment plana costanera baixa arribant a sabana a l'est
Extrems d'elevació
* El punt més baix: Oceà Atlàntic 0 m
* Punt més alt: Sense nom ubicació a la cantonada nord-est del país 300 m
Recursos naturals
Peix, fusta, fosfats, bauxita, dipòsits no explotats de petroli
Ús de la terra
* Terra cultivable: 10,67%
* Cultius permanents: 8,89%
* Altres: 80,44% (2012 est.)
Terres de regadiu
223,6 km² (2003)
Total de recursos hídrics renovables
31 km³
presa d'aigua dolça (intern/industrial/agrícola)
* Total: 0,18 quilòmetres 3 / any (18% / 6% / 76%)
* Per capita: 135,7 m 3 / any (2005)
Perills naturals
Boirina harmattan calenta i seca que pot reduir la visibilitat durant l'estació seca; incendis forestals
Problemes habituals de medi ambient
Desforestació; l'erosió del sòl; pasturatge excessiu; sobrepesca
Acords internacionals amb el medi ambient
* Part de: Biodiversitat, Canvi Climàtic, desertificació, Espècies en perill d'extinció, deixalles perilloses, dret del mar, Protecció de la capa d'ozó, aiguamolls
* Signat, però no ratificat: cap dels acords seleccionats

## Punts extrems
Aquesta és una llista dels punts extrems de Guinea Bissau, els punts que estan més al nord, sud, est o oest que qualsevol altre lloc.
- Punt més al nord - la part nord de la frontera amb Senegal*
- Punt més oriental - Ubicació no identificada a la frontera amb Guinea immediatament al sud-oest del poble guineà de Sofan, regió de Gabú
- Punt més meridional - promontori sense nom a Ilha Cataque, regió de Tombali
- Punt més occidental - Cap Roxo en el punt on la frontera amb Senegal entra a l'oceà Atlàntic, regió de Cacheu
- * Nota: Guinea Bissau no té un punt més al nord nord més punts, la frontera aquí està formada per una línia recta horitzontal